# Eagle Eye (attore)
Eagle Eye (Globe, 1877 – Los Angeles, 17 gennaio 1927) è stato un attore statunitense specializzato in film western all'epoca del cinema muto.
Morì il 17 gennaio 1927 a Los Angeles all'età di cinquant'anni per una frattura al cranio causata da un combattimento.

## Filmografia
- A Western Heroine, regia di Rollin S. Sturgeon (1911)
- Kitty and the Cowboys, regia di Frederick A. Thomson (1911)
- The Half-Breed's Daughter, regia di Rollin S. Sturgeon (1911)
- The Black Chasm, regia di Rollin S. Sturgeon (1911)
- Father and Son (1912)
- The Craven, regia di Rollin S. Sturgeon (1912)
- The Redemption of Red Rube, regia di Rollin S. Sturgeon (1912)
- A Bit of Blue Ribbon, regia di Rollin S. Sturgeon (1913)
- The Joke on Howling Wolf, regia di Rollin S. Sturgeon (1913)
- A Dangerous Foe
- An Indian's Loyalty, regia di Christy Cabanne (1913)
- The Chieftain's Sons, regia di Christy Cabanne (1913)
- Indian Fate
- The Great Leap: Until Death Do Us Part
- The Severed Thong
- A Red Man's Heart
- The Mystery of the Hindu Image
- Moonshine Molly
- La redenzione di Sierra Jim (Sierra Jim's Reformation), regia di John B. O'Brien (1914)
- La sentenza finale
- La spiaggia del destino
- The Hop Smugglers
- Who Shot Bud Walton?
- At Dawn, regia di Donald Crisp (1914)
- The Life of General Villa, regia di Christy Cabanne e Raoul Walsh (1914)
- The Better Man (1915)
- Il fatale fagiolo nero
- La vendetta del fuorilegge
- The Arrow Maiden
- The Ceremonial Turquoise
- Big Jim's Heart
- The Lamb, regia di W. Christy Cabanne (1915)
- Il metodo dell'onore (The Honor System), regia di Raoul Walsh (1917)
- Untamed, regia di Cliff Smith (1918)
- Hitting the High Spots
- Un pulcino nella stoppa (The Mollycoddle), regia di Victor Fleming (1920)
- The Fire Cat
- Magnificent Brute
- Wolves of the North
- Serenata (Serenade), regia di Raoul Walsh (1921)
- The Son of the Wolf, regia di Norman Dawn (1922)
- The Pride of Palomar, regia di Frank Borzage (1922)
- The Shooting of Dan McGrew, regia di Clarence Badger (1924)
- Lure of the Yukon, regia di Norman Dawn (1924)